# Justizministerium (Namibia)
Das Ministerium für Justiz und Arbeitsbeziehungen (MOJ; englisch Ministry of Justice and Labour Relations) ist das Justizministerium von Namibia.
Das Ministerium wird seit dem 22. März 2025 von Minister Fillemon Wise Immanuel geleitet. Es umfasst seitdem auch Teile des ehemaligen Arbeitsministeriums.